# Toupaye d'Indonésie
Espèce
Statut de conservation UICN

 LC  : Préoccupation mineure
Le Toupaye d'Indonésie (Tupaia javanica) est une espèce de toupaye endémique d'Indonésie.
Il est petit et son museau pointu est court. Il est assez arboricole et il chasse les insectes dans les branches basses et les jeunes plants de la forêt tropicale.